# Holger Vogt
Holger Vogt (* 30. Dezember 1943 in Sprottau, Landkreis Sprottau, Provinz Niederschlesien) ist ein deutscher Maler und Grafiker.

## Leben und Werk
Die Familie Vogts kam 1945 als Vertriebene aus Niederschlesien in die Sowjetische Besatzungszone. Vogt besuchte bis zum Abitur 1962 die Erweiterte Oberschule „Käthe Kollwitz“ in Halberstadt. Von 1962 bis 1966 absolvierte er an der Karl-Marx-Universität Leipzig ein Pädagogik-Studium in den Fächern Deutsch und Kunsterziehung. Von 1966 bis 1971 studierte er Malerei und Grafik bei Harry Blume, Wolfgang Mattheuer, Hans Mayer-Foreyt und Werner Tübke an der Hochschule für Grafik und Buchkunst Leipzig. Zu seinen Kommilitonen gehörte Wilfried Falkenthal (* 1942).
Seitdem arbeitet Vogt als freischaffender Maler und Grafiker. Wie auch Falkenthal hatte er ab 1971 einen Werkvertrag mit dem Braunkohlenkombinat Regis. In der DDR erwarb u. a. die Deutsche Hochschule für Körperkultur für ihre Sammlung Sport in der bildenden Kunst der DDR Bilder Vogts.
Bis 1992 lebte Vogt in Leipzig, dann zog er nach Serka, wo er sich ein Bauernhaus ausbaute. Neben seiner künstlerischen Arbeit ist Vogt Kurator der Rathausgalerie Grimma.
Vogt ist mit Jutta Vogt verheiratet.

## Mitgliedschaften
- 1971–1990: Verband Bildender Künstler der DDR
- 1990–1993: Bund Bildender Künstler Leipzig e.V. (BBKL)

## Werkbeispiele
- Ernterast (1976, Öl; auf der VIII. Kunstausstellung der DDR)[2]
- Im Ring (1980, Öl; auf der IX. Kunstausstellung der DDR)[3]
- Tagebau Espenhain II (Öl, 49,5 × 60 cm; Museum der bildenden Künste Leipzig)
- Reparaturbrigade in der Flugzeugwerft (1982, Öl, 123,5 × 170,0 cm; Kunstarchiv Beeskow)
- Aufbruch der Soldaten (1984, Öl, 200 × 350 cm; Auftrag der NVA)

## Ausstellungen (unvollständig)

### Einzelausstellungen
- 1974: Deutzen, Kulturhaus (mit Wolfram Ebersbach)
- 1979: Leipzig, Galerie Kunst der Zeit
- 1980: Leipzig, Galerie Wort und Werk (mit Wolfgang Böttcher und Oswin Volkamer)
- 2021: Grimma, Rathausgalerie („Fernweh – Reiseerinnerungen“; Radierungen)[4]
- 2022: Westerstede, Güterschuppen

### Teilnahme an zentralen und regional wichtigen Ausstellungen in der DDR
- 1974, 1979 und 1985: Leipzig, Bezirkskunstausstellungen
- 1975: Altenburg/Thüringen, Lindenau-Museum („Lithografie im Bezirk Leipzig“)
- 1977/1978, 1982/1983 und 1987/1988: Dresden, VIII. bis X. Kunstausstellung der DDR
- 1979: Berlin, Altes Museum („Jugend in der Kunst“)
- 1982: Leipzig, Museum der Bildenden Künste („Selbstbildnisse Leipziger Künstler“)
- 1982: Leipzig („10 Jahre Leipziger Grafikbörse“)
- 1983: Leipzig, Messehaus am Markt („Kunst und Sport“)
- 1984: Leipzig, Museum der bildenden Künste („Kunst in Leipzig 1949 - 1984“)
- 1985: Erfurt, Gelände der Internationalen Gartenbauausstellung („Künstler im Bündnis“)
- 1986: Cottbus, Staatliche Kunstsammlung („Soldaten des Volkes - dem Frieden verpflichtet. Kunstausstellung zum 30. Jahrestag der  Nationalen Volksarmee“)

## Weblink
- Vogt, Holger: Grafiken